# Teófilo Santos
Teófilo Santos, né le 12 février 1951 à Vila Franca, est un homme politique portugais, membre du Parti social-démocrate.
Le 2 avril 2024, il devient député européen, remplaçant José Manuel Fernandes, nommé ministre de l'Agriculture et de la Pêche. Il siège jusqu'à la fin de la législature en juillet suivant.